# 玉井日出夫
玉井 日出夫（たまい ひでお、1948年9月5日 - ）は、日本の文部官僚。文部科学審議官（文教担当）、文化庁長官を歴任。愛媛県美術館名誉館長、玉川大学客員教授。

## 来歴
愛媛県松山市出身。広島国泰寺高等学校を経て、東京大学法学部第2類（公法コース）を卒業の後、同第1類（私法コース）に学士入学。1974年（昭和49年）に旧文部省に入省（初等中等教育局中学校教育課）。総括審議官や大臣官房長を歴任したのち、2007年（平成19年）から文部科学審議官（文教担当）。2009年（平成21年）7月より19代目の文化庁長官に在任し、2010年に退官。2011年に学校法人北海学園特任教授。2012年から玉川大学芸術学部客員教授（文化政策などを担当）。
一般財団法人教職員生涯福祉財団副理事長を務めていたが、2017年初頭に発覚となった文部科学省天下り問題を受けて辞任することとなった。また、同違反で文書厳重注意相当とされた。
昭和40年代には十時海彦（ととき うみひこ）の筆名で東大俳句会、俳句結社「沖」の新進俳人として注目された。現在も「天為」に所属。

## 処分歴
- 文部科学省官房長在職中の2006年（平成18年）12月15日にタウンミーティング 小泉内閣の国民対話での不祥事に関して口頭厳重注意の処分を受けた。